# 58-я гвардейская стрелковая дивизия
58-я гвардейская стрелковая дивизия — гвардейское формирование (соединение, гвардейская стрелковая дивизия) РККА ВС СССР, в Великой Отечественной войне.
Сокращённое наименование — 58 гв.сд.

## История
Сформирована путём преобразования 1-й стрелковой дивизии, в связи с присвоением ей почётного звания СССР — «Гвардейская», за мужество и героизм личного состава проявленный в боях, 31 декабря 1942 года приказом Наркома обороны СССР № 420.
Периоды вхождения в состав Действующей армии:
- c 31 декабря 1942 года по 26 мая 1944 года
- с 13 июля 1944 по 11 мая 1945 года.

Дивизия участвовала в освобождении Левобережной и Правобережной Украины, Львовско-Сандомирской, Сандомирско-Силезской, Нижне-Силезской, Верхне-Силезской, Берлинской и Пражской наступательных операциях.
Участвовала во встрече на Эльбе.

## Полное наименование
58-я гвардейская стрелковая Красноградско-Пражская ордена Ленина, Краснознамённая, ордена Суворова дивизия

## Подчинение
- 1-я гвардейская армия (3-го формирования)
- 6-я армия
- 3-я танковая армия (c марта 1943 года)
- 57-я армия
- 37-я армия
- 5-я гвардейская армия (с июля 1944 года)

## Состав

### на 30.12.1942 — 11.05.1945
- управление (штаб)
- 408-й стрелковый полк
- 412-й стрелковый полк
- 415-й стрелковый полк
- 1026-й артиллерийский полк
- 339-й отдельный истребительно-противотанковый дивизион
- 1-я разведрота
- 55-й сапёрный батальон
- 332-й отдельный батальон связи
- 81-й медико-санитарный батальон
- 24-я отдельная рота химической защиты
- 525-я автомобильная рота
- 369-й полевая хлебопекарня
- 745-й дивизионный ветеринарный лазарет
- 1825-я почтово-полевая станция
- 1148-я полевая касса Госбанка

### с 27.02.1943
- управление (штаб)
- 173-й гвардейский стрелковый полк
- 175-й гвардейский стрелковый полк
- 178-й гвардейский стрелковый полк
- 130-й гвардейский артиллерийский полк
- 66-й отдельный гвардейский истребительно-противотанковый дивизион
- 61-я отдельная гвардейская разведывательная рота
- 69-й отдельный гвардейский сапёрный батальон
- 87-й отдельный гвардейский батальон связи
- 348-й(57-й) медико-санитарный батальон
- 62-я отдельная гвардейская рота химической защиты
- 340-я (65-я) автотранспортная рота
- 238-я (63-я) полевая хлебопекарня
- 348-й (55-й) дивизионный ветеринарный лазарет
- 1825-я полевая почтовая станция
- 1148-я (1601-я на июнь 1943 г.) полевая касса Госбанка

Перечень № 5 Стрелковых, горнострелковых, мотострелковых и моторизованных дивизий, входивших в состав действующей армии в годы Великой Отечественной войны 1941—1945 гг. / А. П. Покровский. — М.: Министерство обороны, 1956. — 218 с.

## Командование
Командиры дивизии:
- Семёнов, Алексей Иванович, генерал-майор по 09.01.1943
- Жеребин, Дмитрий Сергеевич, полковник с 29.01.1943 генерал-майор по 16.04.1943
- Сорокин, Гавриил Степанович, полковник по 09.06.1943
- Карпенко, Григорий Ильич, подполковник по 27.06.1943
- Касаткин, Пётр Иванович, полковник по 23.09.1943
- Русаков, Владимир Васильевич, полковник по 13.04.1944
- Кацурин, Василий Иванович, полковник по 03.06.1944
- Русаков, Владимир Васильевич, полковник с 13.09.1944 генерал-майор по 11.05.1945

Начальники штаба:
- Рудник, Спиридон Романович, гвардии подполковник.

Начальники политотдела:
- Карпович, Иван Иванович (.12.1942 — .10.1945), полковник

## Отличившиеся воины дивизии
Герои Советского Союза.
| - Абдуль, Тейфук Амитович, гвардии майор, командир стрелкового батальона 175-го гвардейского стрелкового полка. - Абрамов, Пётр Александрович, гвардии сержант, командир орудия 130-го гвардейского артиллерийского полка. - Василишин, Михаил Иванович, гвардии красноармеец, наводчик станкового пулемёта 175-го гвардейского стрелкового полка. - Волков, Николай Иванович, гвардии сержант, первый номер расчёта станкового пулемёта 1-й стрелковой роты 175-го гвардейского стрелкового полка. - Волынцев, Василий Михайлович, гвардии младший сержант, командир отделения связи 130-го гвардейского артиллерийского полка. - Загной, Владимир Карпович, гвардии красноармеец, пулемётчик 175-го гвардейского стрелкового полка. - Иванов, Дмитрий Павлович, гвардии лейтенант, командир стрелкового взвода 173-го гвардейского стрелкового полка. - Игнатьев, Пётр Александрович, гвардии старший сержант, командир орудия 130-го гвардейского артиллерийского полка. - Карташов, Герольд Филиппович, гвардии сержант, наводчик орудия 66-го гвардейского отдельного истребительно-противотанкового дивизиона. - Косов, Даниил Александрович, гвардии старший лейтенант, командир роты противотанковых ружей 178-го гвардейского стрелкового полка. - Крюков, Пётр Васильевич, гвардии старшина, командир взвода 175-го гвардейского стрелкового полка. - Лебедев, Николай Северьянович, гвардии старший сержант, командир орудия 66-го гвардейского отдельного истребительно-противотанкового дивизиона. - Мороз, Николай Никифорович, гвардии лейтенант, командир взвода миномётов. - Осипов, Михаил Иванович, гвардии лейтенант, командир 1-й стрелковой роты 1-го стрелкового батальона 175-го гвардейского стрелкового полка - Плотников, Фёдор Васильевич,гвардии красноармеец, замковый 1-й батареи 130-го гвардейского артиллерийского полка - Полин, Александр Семёнович, гвардии сержант, командир орудия 8-й батареи 130-го гвардейского артиллерийского полка - Поляков, Василий Георгиевич, гвардии сержант, командир расчёта батареи 45-мм пушек 178-го гвардейского стрелкового полка - Решетей, Иван Иванович, гвардии капитан, командир 8-й батареи 130-го гвардейского артиллерийского полка - Серых, Григорий Афанасьевич, гвардии старший лейтенант, командир миномётного взвода 178-го гвардейского стрелкового полка - Стерин, Ефим Ильич, гвардии лейтенант, командир огневого взвода 76-мм батареи 175-го гвардейского стрелкового полка - Сундиев, Иван Степанович, гвардии красноармеец, замковый 45-мм пушки 178-го гвардейского стрелкового полка - Фаязов, Михаил Гиясович, гвардии лейтенант, командир стрелкового взвода 175-го гвардейского стрелкового полка - Харченко Иван Петрович, гвардии старший сержант, командир пулемётного расчёта 2-го стрелкового батальона 178-го гвардейского стрелкового полка - Черненок, Павел Николаевич, гвардии капитан, командир стрелкового батальона 173-го гвардейского стрелкового полка - Шевченко, Иван Маркович, гвардии сержант, командир отделения 173-го гвардейского стрелкового полка - Шишков, Виктор Фёдорович, гвардии старший сержант, командир отделения связи 175-го гвардейского стрелкового полка - Штонда, Григорий Егорович, гвардии ефрейтор, пулемётчик 1-го стрелкового батальона 175-го гвардейского стрелкового полка - Шулаев, Константин Дмитриевич, гвардии старший сержант, командир отделения 87-го отдельного гвардейского батальона связи |

 Кавалеры ордена Славы 3-х степеней:
| - Абдалов, Алексей Андреевич, гвардии старший сержант, командир расчёта 82 мм миномёта 173 гвардейского стрелкового полка. - Анистратов, Василий Романович, гвардии старший сержант, наводчик 45 мм орудия 173 гвардейского стрелкового полка. - Варфоломеев, Михаил Петрович, гвардии старшина, командир орудия 175-го гвардейского стрелкового полка - Воробьёв, Пётр Семёнович, гвардии младший сержант, командир отделения 2 стрелкового батальона 175-го гвардейского стрелкового полка. Погиб в бою 23 января 1945 года. - Ганцев, Дмитрий Фёдорович, гвардии сержант, командир отделения 178-го гвардейского стрелкового полка - Добров, Иван Петрович, гвардии младший сержант, командир отделения 178 гвардейского стрелкового полка. - Дударь, Афанасий Наумович, гвардии сержант, командир взвода 61 отдельной гвардейской разведывательной роты. - Ефимов, Анатолий Филиппович, гвардии старший сержант, командир расчёта 45 мм орудия 178 гвардейского стрелкового полка. - Загоруйко, Николай Никифорович, гвардии старший сержант, командир расчёта 82 мм миномёта 175 гвардейского стрелкового полка. - Зайцев, Михаил Тимофеевич, гвардии старший сержант, командир расчёта 76 мм орудия 175 гвардейского стрелкового полка. - Кадыров, Камиль Амирахмед оглы, гвардии старший сержант, командир пулемётного расчёта 175 гвардейского стрелкового полка. - Калашников, Иван Макарович, гвардии сержант, разведчик 175 гвардейского стрелкового полка. Погиб в бою 12 апреля 1945 года. - Крученко, Иван Григорьевич, гвардии младший сержант, разведчик разведывательного взвода 61 отдельной гвардейской разведывательной роты. - Кузнецов, Андрей Алексеевич, гвардии сержант, командир разведывательного отделения 61 отдельной гвардейской разведывательной роты. - Никитин, Геннадий Петрович, гвардии младший сержант, разведчик 61 отдельной гвардейской разведывательной роты. - Петрушенко, Леонид Михайлович, гвардии рядовой, наводчик 76-мм пушки 130 гвардейского артиллерийского полка. - Рулёв, Андрей Иванович, гвардии старший сержант, командир орудийного расчёта 66 отдельного гвардейского противотанкового дивизиона. - Сабитов, Салих Гиздатович, гвардии младший сержант, наводчик 82-мм миномёта 175 гвардейского стрелкового полка. - Силантьев, Александр Павлович, гвардии старшина, командир расчёта 120-мм миномёта 175 гвардейского стрелкового полка. - Степичев, Яков Арсентьевич, гвардии старший сержант, командир расчёта 76-мм орудия 130 гвардейского артиллерийского полка. - Стрельников, Иван Михайлович, гвардии сержант, командир отделения связи 175 гвардейского стрелкового полка. - Толоконцев, Григорий Игнатьевич, гвардии сержант, командир миномётного расчёта 173 гвардейского стрелкового полка. Скончался от ран 14 февраля 1945 года. - Усманов, Муллаям Ахмедьянович, гвардии рядовой, разведчик 175 гвардейского стрелкового полка. - Цыбульник, Василий Тихонович, гвардии ефрейтор, пулемётчик 175 гвардейского стрелкового полка. |

- Шипунов Евгений Константинович, гвардии ефрейтор, наводчик орудия 3 батареи 2 артиллерийского дивизиона 130 артиллерийского полка, медаль «За отвагу»

| Награды вручались в Лейпциге (1945 год) командующим 1 армии США генералом К.Ходжесом. Орден "Легион почёта"( степень офицера): - Русаков Владимир Васильевич, гвардии генерал-майор, командир дивизии - Рудник Спиридон Романович, гвардии подполковник, начальник штаба дивизии - Карпович И., гвардии полковник, начальник политотдела дивизии - Рогов Е., гвардии майор, командир 173 гвардейского стрелкового полка - Гордеев А., гвардии подполковник, командир 175 гвардейского стрелкового полка - Кондратенко Ю., командир полка - Демидович А., командир полка · |                                                                                        |
| | Этот раздел нужно дополнить. Пожалуйста, улучшите и дополните раздел. (22 апреля 2019) |

## Награды дивизии
- 31 декабря 1942 года —  Почётное звание «Гвардейская» — присвоено приказом Народного комиссара обороны СССР за мужество и героизм личного состава проявленный в боях за Родину.
- 19 сентября 1943 года — Почётное наименование «Красноградская» — присвоено приказом Верховного Главнокомандующего от 19 сентября 1943 года за отличие в боях за освобождение Краснограда
- 29 марта 1944 года —  Орден Красного Знамени — награждена Указом Президиума Верховного Совета СССР от 29 марта 1944 года за образцовое выполнение заданий командования при освобождении города Вознесенска и проявленные при этом доблесть и мужество.[4]
- 26 апреля 1945 года —  Орден Суворова II степени — награждена Указом Президиума Верховного Совета СССР от 26 апреля 1945 года за образцовое выполнение заданий командования в боях при прорыве обороны немцев и разгроме войск противника юго-западнее Оппельн и проявленные при этом доблесть и мужество.[5]
- 28 мая 1945 года —  Орден Ленина — награждена Указом Президиума Верховного Совета СССР от 28 мая 1945 года за образцовое выполнение заданий командования в боях при прорыве обороны немцев на реке Нейссе и овладении городами Котбус, Люббен, Цоссен, Беелитц, Лукенвальде, Тройенбритцен, Цана, Мариенфельде, Треббин, Рангсдорф, Дидерсдорф, Кельтов и проявленные при этом доблесть и мужество[6]
- 11 июня 1945 года — Почётное наименование «Пражская» — присвоено приказом Верховного Главнокомандующего № 0115 от 11 июня 1945 года за отличие в боях по освобождению Праги.

Награды частей дивизии:
- 173-й гвардейский стрелковый Ченстоховский[7] Краснознамённый[8] полк
- 175-й гвардейский стрелковый Висленский[9] орденов Кутузова[10] и Александра Невского[11] полк
- 178-й гвардейский стрелковый Силезский[12] Краснознамённый[13] орденов Кутузова[10] и Александра Невского[11] полк
- 130-й гвардейский артиллерийский Висленский[9] ордена Александра Невского[11] полк
- 66-й отдельный гвардейский истребительно-противотанковый ордена Красной Звезды[10] дивизион
- 69-й отдельный гвардейский сапёрный ордена Красной Звезды[10] батальон
- 87-й отдельный гвардейский ордена Красной Звезды[10] батальон связи